# Кнапп, Эвалин
Э́валин Кнапп (англ. Evalyn Knapp; 17 июня 1906, Канзас-Сити, Миссури — 12 июня 1981 или 10 июня 1981, Лос-Анджелес, Калифорния) — американская киноактриса.

## Биография
Э́велин Поли́н Кнапп родилась 17 июня 1908 года в Канзас-Сити, штат Миссури. Окончила Американскую академию драматических искусств (англ. American Academy of Dramatic Arts). Впервые появилась на экранах в 1929 году в немом фильме «У дантиста». Заметив юное дарование, уже в следующем году кинокомпания Warner Bros. заключила с ней контракт на съёмки. Тогда же актриса для звучности и необычности заменила одну букву в своём имени — с Эвелин на Эвалин. В 1932 году стала одной из «молодых актрис, которым пророчат „звёздное“ будущее» — WAMPAS Baby Stars. Действительно, Эвалин была очень востребована в 1930-х годах, но затем её карьера пошла на спад, и последний фильм, в котором она снялась, вышел на экраны в 1943 году, там она даже не была указана в титрах.
У Эвалин был брат, Орвиль Кнапп, довольно успешный музыкант, который погиб в авиакатастрофе в 1936 году. В 1934 году актриса вышла замуж за доктора Джорджа Снайдера, с которым прожила до самой его смерти в 1977 году. Сама Эвалин скончалась 10 июня 1981 года в Лос-Анджелесе.

## Избранная фильмография
- 1930 — Выходной грешника[англ.] / Sinners' Holiday — Дженни
- 1931 — Миллионер[англ.] / The Millionaire — Барбара Алден
- 1931 — Умные деньги / Smart Money — Ирэн Грэхем
- 1931 — Сайдшоу[англ.] / Side Show — Ирэн
- 1932 — Успешная катастрофа[англ.] / A Successful Calamity — Пегги Уилтон
- 1932 — Высокое давление / High Pressure — Хелен Уилсон
- 1933 — Его личный секретарь[англ.] / His Private Secretary — Мэрион Холл
- 1933 — Опасные похождения Полин[англ.] / The Perils of Pauline — Полин Харгрейв
- 1934 — В старом Санта-Фе[англ.] / In Old Santa Fe — Лила Миллер
- 1938 — Сыромятная плеть[англ.] / Rawhide — Пегги Гериг
- 1939 — Мистер Смит едет в Вашингтон / Mr. Smith Goes to Washington — репортёр, задающая вопрос: «Что Вы думаете о девушках в этом городе?» (в титрах не указана)